# 東武デハ3形電車
東武デハ3形電車（とうぶデハ3がたでんしゃ）は、かつて東武鉄道に在籍した電車。1926年（大正15年）に新製されたホハ11形の後身で、当初は後述のホハ12形も含め、全車客車として竣功したものを、1927年（昭和2年）に電車化改造を実施したものである。
本項では本形式ならびに同年に新製された東武初の全鋼製車であるホハ12形、後のクハ2形が属する大正15年系全般について記述する。

## 概要
1926年（大正15年）当時の東武鉄道においては既に電化区間が存在し、大正13年系デハ1形・大正14年系デハ2形・クハ1形といった電車が運用されていた。しかし、当時の東武の保有路線における電化区間は伊勢崎線浅草（初代・現在のとうきょうスカイツリー） - 久喜間のみであったことから、旅客輸送の主力は相変わらず蒸気機関車牽引による客車列車であった。そのような状況を鑑み、本系列は将来的な電化進捗に際して電車化改造を施工する前提で設計された客車として、ホハ11形51 - 58およびホハ12形59・60の計10両が日本車輌製造東京支店・名古屋本店ならびに汽車製造において新製された。前述のように後者については全鋼製構造の構体を採用したことによって別形式に区分されたものである。
以上の経緯によって、車体形状や台車その他は全て電車そのものの仕様で落成した本系列は、電化進捗に伴って1927年（昭和2年）に全車が電車化改造を施工され、デハ3形・クハ2形と改称・改番された。その後、戦後に実施された大改番に伴う複雑な改番や機器換装を経て、1966年（昭和41年）まで運用された。
本系列の導入経緯については、前述のように落成当時の東武の保有路線における電化区間割合の低さとそれに伴う電車の所要数に関連して客車として竣功したとの解釈が一般的になされている。しかし一方で、本系列が新製された1926年（大正15年）には鉄道省より2両（デハ43200形43237・43238）、青梅鉄道より1両（デハ1形1）、計3両の電車を借入し、うち鉄道省からの2両についてはその後約1年間にわたって借入期間を延長しつつ運用されており、東武が当時保有した電車のみでは車両不足をきたしていたことが推察される。また、同3両の借入理由について東武側は「同年竣功予定の車両落成遅延のため」としていることから、本系列が当初客車として竣功したことについては、単純に電装品の手配遅れによる緊急避難的なものであったとの指摘も存在する。

## 車体
ホハ11形は全長15,940mmの半鋼製車体であり、諸寸法は概ね大正14年系に準じているが、両側妻面が大正14年系の非貫通構造の5枚窓構成から貫通扉を有する3枚窓構成に変更された点が異なる。側面は側窓間柱太さが均等化され、窓配置は大正14年系の1D232D232D1（D：客用扉）に対して1D7D7D1と変化した。側窓は610mm幅の一段落とし窓で、大正14年系の仕様を踏襲している。客用扉は910mm幅の片開扉で、片側に3箇所ずつ設置され、客用扉直下にはステップを有する。本形式においては、同ステップ部を除く車体裾部全周にわたって台枠が露出した設計が採用されたが、車体裾部より台枠を露出させた設計については、その後長きにわたって東武形車両の特徴の一つとして継承された。
ホハ12形は前述の通り東武初の全鋼製車体を採用し、各部吹き寄せ寸法もホハ11形とは異なる。また、屋根部も鋼板となったことで全体的に角張った印象を与える外観となり、側窓が上段固定・下段上昇式の二段窓であったこと、屋根部雨樋がなく水切りのみとされたこと、車体裾部から台枠が露出した構造とはなっていないことなどが特徴であった。もっとも、東武初の全鋼製車体ということで車体修繕等における勝手が半鋼製車体のそれとは異なり、保守面で不評を買ったことから、全鋼製車体の採用は本形式のみに留まり、以降の増備形式においては再び半鋼製車体を採用する結果となった。
車内はホハ11形・12形ともにロングシート仕様で、トイレは設置されていない。
なお、両形式とも竣功当初より屋根上にパンタグラフ台座ならびにパンタグラフ点検用踏み板（ランボード）が設置されており、車内では運転台に相当する部分にHポールによる仕切りが設置されていた。

## 主要機器
主要機器については両形式とも同一仕様である。
台車は住友金属工業製の形鋼組立型釣り合い梁式KS30L（固定軸間距離2,134mm）を装着する。
制動装置は大正13年系・14年系において採用されたウェスティングハウス・エア・ブレーキ (WABCO) 社開発のM三動弁による元空気溜管式AMM自動空気制動ではなく、真空制動が採用された。これは当時東武に在籍した蒸気機関車ならびに客車が真空制動を採用していたことによるものである。同制動装置によって床下に搭載された制動筒（ブレーキシリンダー）を動作させ、床下に設置された制動引棒（ブレーキロッド）を介して前後台車の制動を行う制動機構が採用されている。
なお、客車として落成した当初の本系列は、電装品はもちろんのこと補助機器類も一切装備のない状態で竣功した。

## 電車化改造
蒸機牽引列車の客車として運用を開始した本系列であったが、1927年（昭和2年）に伊勢崎線全線、および佐野線全線が相次いで電化され、電車の所要数が増加したことに伴い、同年2月から4月にかけて当初の計画通り本系列の電車化改造が施工された。
電装品については東洋電機製造製電動カム軸式制御器とイングリッシュ・エレクトリック (E.E.) 社DK-91主電動機（端子電圧750V時定格出力97kW）が採用された。これらはいずれもE.E.社製、もしくはE.E.社の国内ライセンス製品であり、同時期に新製された昭和2年 - 4年系と同一のものである。制動装置についてもM三動弁による元空気溜管式AMM自動空気制動に変更された。台車は引き続きKS30Lを装着し、歯車比は2.81 (59:21) 、駆動方式は吊り掛け式である。電車化に際しては運転台を両側に設置して両運転台仕様となったが、その運転台は前面貫通構造にもかかわらず中央部に設けられた点が特徴的であった。
電動車化の対象となったものは旧ホハ11形のみで、全鋼製車体の旧ホハ12形については2両とも制御車（クハ）として竣功し、竣功後はそれぞれデハ3形11 - 16・19・20、クハ2形7・8と改称・改番された。なお、デハ17・18の車両番号（車番）は、昭和2年 - 4年系前期普通型の初期落成車2両に付番されたため、デハ3形については連続した車番とはなっていない。
電車化改造に伴う改番対照
| 旧番   | 改番後 |
| ホハ51 | デハ11 |
| ホハ52 | デハ12 |
| ホハ53 | デハ13 |
| ホハ54 | デハ14 |
| ホハ55 | デハ15 |
| ホハ56 | デハ16 |
| ホハ57 | デハ19 |
| ホハ58 | デハ20 |
| ホハ59 | クハ7  |
| ホハ60 | クハ8  |

## 電車化改造後の変遷
電車化改造後は昭和2年 - 4年系とともに運用されたが、本系列は前述のようにロングシート仕様でトイレの設備もなかったことから、主に近距離の区間列車運用に充当された。なお、本系列は大正13年系とともに戦災による被災車両が1両も生じることなく終戦を迎えた。
終戦直後の混乱期に激増した輸送需要に対応するため、東武においては国鉄63系の割り当てを受けることを決定したが、同系列導入の見返りとして保有車両の地方私鉄への供出を運輸省より指示されたことに伴い、本系列からはデハ11 - 13の3両が供出対象となり、いずれも長野電鉄へ譲渡された。同3両は戦中から戦後にかけての酷使によって荒廃した状態のまま譲渡されたことから、長野電鉄側に到着した際は「側窓やつり革は皆無、シートは板張りと、これが電車かと思うばかりであった」という長野電鉄関係者が漏らした逸話が残るほどの酷い状態であったことが記録されている。
同社130形電車として1947年（昭和22年）に竣功した同3両は、主要機器の仕様を含めてほぼ東武在籍当時のまま運用されたことから、ウェスティングハウス・エレクトリック (WH) ・三菱電機系の単位スイッチ式手動加速制御が標準仕様である長野電鉄の在来車とは混用が不可能であり、主に支線格の河東線須坂以南（現・屋代線）における運用に充当された。もっとも、同3両は長野電鉄の在来車と比較して主電動機出力に余裕を有したことから「遅延回復が容易な車両」として現場から好評を得たという。主要機器のメーカーより「ディッカー」の社内愛称で呼ばれた同3両は、長野電鉄の他の旧型車各形式とは独立した扱いを受けながらも1977年（昭和52年）まで運用され、東武に残存した車両よりも長く運用される結果となった。
譲渡に伴う改番対照
| 旧番   | 改番後          |
| デハ11 | 長野電鉄モハ133 |
| デハ12 | 長野電鉄モハ132 |
| デハ13 | 長野電鉄モハ131 |

前述供出対象とならなかった7両については、1951年（昭和26年）に施行された大改番によって、デハ3形はモハ2200形に、クハ2形はクハ230形にそれぞれ改称・改番された。さらに翌1952年（昭和27年）には、クハ550形（初代）の電動車化改造に関連して、同形式に主要機器を提供したモハ5300形に対して、モハ2200形を電装解除の上でその主要機器を供出する玉突き改造が実施されることとなり、モハ2200形は全車とも制御車（クハ）化されてクハ220形220 - 224と改称・改番された。なお、モハ2204については以前より電装解除が実施されて制御車代用として運用されていたことから、機器供出の対象には含まれていない。電装解除に際しては同時に浅草寄りの運転台を撤去して片運転台化が施工され、同時期にはクハ230形に対しても片運転台化改造が実施されている。
大改番ならびに電装解除に伴う改番対照
| 旧番   | 大改番   | 制御車化 |
| デハ14 | モハ2200 | クハ220  |
| デハ15 | モハ2201 | クハ221  |
| デハ16 | モハ2202 | クハ222  |
| デハ19 | モハ2203 | クハ223  |
| デハ20 | モハ2204 | クハ224  |
| クハ7  | クハ230  | ‾        |
| クハ8  | クハ231  | ‾        |

その後、1959年（昭和34年）には客用扉部のステップ廃止ならびに客用扉のプレス扉への交換が実施されたのち、クハ220形は野田線に集約され、クハ230形は東上線に配属されて、それぞれ32系の制御車として運用された。しかし、1964年（昭和39年）より32系各形式の3000系への更新が開始されると、32系に属する制御車の中では経年の高かった本系列は優先的に更新対象とされた。クハ220形は1966年（昭和41年）に、クハ230形は1965年（昭和40年）にそれぞれ3000系への更新が完了し、いずれも形式消滅した。